# Lavagna
Lavagna település Olaszországban, Liguria régióban, Genova megyében. Lakosainak száma 12 296 fő (2023. január 1.). Lavagna Chiavari, Cogorno, Sestri Levante és Ne községekkel határos.

## Népesség
A település lakossága az elmúlt években az alábbi módon változott:
| Lakosok száma | 12 692 | 12 617 | 12 296 |
|               | 2017   | 2018   | 2023   |